# 齐州 (怀集县)
齐州，中国唐朝时设置的州。
唐高祖武德五年（622年）设置齐州，治洊安县（今广东省怀集县西北）。下辖洊安县、宣乐县（今广东省怀集县洽水镇）、宋昌县（今广东省怀集县岗坪镇）。唐太宗贞观元年（627年）废除齐州，洊安县改属南绥州。